# Reformatorisch Dagblad
Das Reformatorisch Dagblad ist eine niederländische überregionale Tageszeitung. Die Zeitung erscheint sechs Tage die Woche im Broadsheet-Format, davon montags bis freitags als Abend- und samstags als Morgenzeitung. Redaktionssitz ist Apeldoorn. Herausgeber der Zeitung ist die „Erdee Media Groep“, der Vertrieb wird zum Teil durch De Persgroep Nederland übernommen. Die bezahlte Auflage betrug im ersten Quartal 2008 54.466 (Print) und 1.824 (E-Zeitung) Exemplare. Chefredakteur ist Wim Kranendonk. Die Zeitung versteht sich selbst als christliche Tageszeitung mit orthodox-reformatorischer Ausrichtung.

## Geschichte
Die erste Ausgabe des Reformatorisch Dagblad erschien am 1. April 1971. Damals hatte sich bereits die Mehrheit der einstmals kirchlichen Zeitungen teilweise oder vollständig von ihrem Hintergrund gelöst. Obwohl es von Anfang an keine Aussicht gab zur Massenzeitung zu werden, konnte sich das Reformatorisch Dagblad nun, da es kaum noch Zeitungen mit kirchlichem Hintergrund gab, in einer Nische behaupten. Im Gegensatz zu fast allen anderen regionalen und überregionalen Zeitungen der Niederlande hat sie seit dem Jahrtausendwechsel auch angesichts der neuen Konkurrenz in Form des Internets und der Gratiszeitungen nicht an Auflage verloren.
Obwohl in Kommentaren die christlich-konservative Richtung deutlich zu erkennen ist (betreffs Abtreibung, Evolution, Homo-Ehe u. a.), waren dort auch Plädoyers für einen offensiven Umgang mit der Realität zu lesen. Dieser Umgang wurde auch in der Berichterstattung umgesetzt, in die beispielsweise eine Informationsveranstaltung der COC Nederland einging.
Im Dezember 2004 lancierte die Zeitung das Internetportal Yord, das sich an Jugendliche wendet.

## Bemerkenswertes
Der orthodoxe Charakter der Zeitung wurde auch auf die Website übertragen, diese ist bis heute sonntags geschlossen, dies gilt auch für Yord (Stand 2008).